# 2024年KADOKAWA・ニコニコ動画へのサイバー攻撃
2024年KADOKAWA・ニコニコ動画へのサイバー攻撃（2024ねんカドカワ・ニコニコどうがへのサイバーこうげき）は、2024年6月8日早朝より確認されたニコニコ動画及びその関連サービスを標的としたサイバー攻撃に端を発するKADOKAWAグループ全体へのランサムウェアを含む大規模なサイバー攻撃事件。被害範囲はニコニコ動画を始めとしたKADOKAWAオフィシャルサイトやエビテン（ebten）など広範囲に被害をもたらした。

## 概要
2024年6月8日3時30分頃よりニコニコ動画を含むその他KADOKAWAグループサービスへの接続不具合が報告され、ニコニコ動画を運営するドワンゴは同日6時頃より障害の発生しているニコニコサービスを全て停止させた上でメンテナンスを開始した。その後ニコニコインフォにて原因をサイバー攻撃と断定したうえで、2024年6月第2週中の復旧の見込みはないと発表した。
ニコニコ動画に対するサイバー攻撃被害は、同じプライベートサーバーを使用していたドワンゴの親会社であるKADOKAWAグループにも波及し、KADOKAWAオフィシャルサイトやエビテン（ebten）、出版事業や社内業務の機能停止・角川ドワンゴ学園で使用している学内システムの不具合などを引き起こした。
6月14日にドワンゴはニコニコインフォにてニコニコ動画が利用しているKADOKAWAグループの運営するサーバーへのランサムウェアを含む様々なサイバー攻撃を受けていると発表した。ドワンゴ側はサーバーを遠隔でシャットダウンするなどの対策をとったものの、攻撃者が更に遠隔でサーバーを再起動させ感染拡大を図るといった行為を継続して行っている事が確認された為、ニコニコ動画サーバーが設置されているデータセンター総ての電源や通信を物理的に切断するまでに至った。この時点でニコニコプラットフォームの復旧は最低でも1か月以上かかる見通しであると発表しており、再構築でき次第段階的に機能を回復させていく予定とした。
ニコニコ動画サーバーが攻撃を受けたものの、ニコニコ動画システムそのものや、過去に投稿された動画データ、ニコニコプレミアム等関連決済サービスに情報漏洩などの被害は確認されていない。
その後7月25日付で、同年8月5日よりニコニコプラットフォームの各種サービスを再開することを発表した。これは本来ニコニコ次期バージョンとなる予定であったシステムを前倒しで発表した形である。8月5日からのサービス名は「帰ってきたニコニコ」。それに伴い、休止期間中に一時的に開設された「ニコニコ動画（Re:仮）」「ニコニコ生放送（Re:仮）」「ニコニ・コモンズ（Re:仮）」「ニコニコ広場（Re:仮）」「ニコニコ実況（Re:仮）」らは全てサービスを終了する運びとなった。また、8月5日以降ニコニコプラットフォームを順次再開しているが、ニコニコミュニティは復旧に必要となるデータやシステムの消失が確認された為、ニコニコ新規バージョンに於いて復旧・再開される予定はない。さらに、サービス再開を記念して動画投稿祭など各種イベントが企画されている。
ニコニコ動画に投稿されたコメントやニコニコ大百科などは期間が限定されているが、国立情報学研究所に研究用として一部アーカイブされている。
KADOKAWAオフィシャルサイトも8月9日付で復旧し、新刊情報や映画・アニメ情報、KADOKAWA関連サイトなど順次再開していくと発表した。また、WebHotLineやKADOKAWAダイレクト受発注システム(Direct Order Tablet:DOT)等のKADOKAWAグループが運用している書籍販売、注文・情報・販促システムの（DOTは9月13日付）再稼働も完了しており、Webを通じた書籍の流通も全面的に再開している。10月29日にはKADOKAWAグループポータルサイトも再開した。

## 被害
ニコニコサービスがプライベートクラウドを構築していたデータセンターは、KADOKAWAグループ各社も共有していたため、データセンターの閉鎖対応により影響は広範囲に及んだ。

### ニコニコサービス全体
- ニコニコ動画、ニコニコ生放送、ニコニコチャンネル、ニコニコ大百科等のニコニコプラットフォームや関連サービスの停止
- ニコニコ超会議、池袋ハロウィンコスプレフェス等のサイトが閉鎖
- ニコニコアカウントを利用した外部サービスへのログイン不具合
- ニコニコ生放送・ニコニコチャンネルを利用した公式生放送・チャンネル生放送番組の2024年7月末までの配信中止

2024年6月8日3時23分頃にニコニコサービス全体において正常に利用できない場合がある不具合が発生したとして、6時頃から大規模メンテナンスが実施され、ニコニコ動画を含むサービス全般（外部サービスでのニコニコアカウントログインを含む）が使用不能になった。ドワンゴはこの措置について大規模なサイバー攻撃を受けていることが判明したとしてサービスの一時停止を決定。これに伴い、サイバー攻撃の影響を完全に排除でき、安全が確認されるまではサービスの復旧に着手することが困難であるとした。この影響により、Nアニメでの最新話の配信や、予定されていたニコニコ生放送・ニコニコチャンネルを利用した公式生放送・チャンネル生放送についても、配信中止や延期、あるいは別の配信プラットフォームへの変更などを余儀なくされた。但しニコニコニュースで10日に配信を予定していた国会中継（第213回国会 参議院決算委員会 令和4年度決算締め括り質疑）等の番組はニコニコニュースで開設しているYouTubeチャンネルへの迂回配信で対応していた。また、ドワンゴの親会社であるKADOKAWAの公式サイトや同社が運営するオンラインショッピングサイトのエビテン等にもアクセスできなくなっており、KADOKAWAは外部からのサイバー攻撃を受けている可能性があるとした。
これらの不具合はサイバー攻撃によって引き起こされたものではなく、メンテナンス時に攻撃を受けたことで不具合の原因を誤って認識したという情報もあるが、真偽は定かではない。
同月10日、ニコニコインフォにてサイバー攻撃の影響を受けないシステムを再構築するための対応を進めていると発表した。同月14日、段階的な復旧を目指し、被害状況の確認と復旧手順の策定を進めていると発表した。また、この障害はランサムウェアを含む大規模なサイバー攻撃であり、それが発覚後も繰り返し行われており、遠隔でプライベートクラウド内のサーバーをシャットダウンしてからも第三者が遠隔からサーバーを起動させて感染拡大を図るといった行動が観測されており、サーバーの電源ケーブルや通信ケーブルを物理的に抜線させ封鎖したことから、グループ企業が提供するデータセンターに設置しているサーバーは全て使用不可となったという。完全な復旧には1か月以上かかる見込みとしており、再開可能なサービスから順次再開するとした。
一方、ニコニコ動画のシステムや過去に投稿された動画データ、動画の映像配信システムはパブリッククラウド上（2024年3月までにAmazon Web Servicesに移行済み）で運用されていたことから被害は受けていないという。ニコニコ生放送についてもシステム自体がパブリッククラウド上で運用されていたことにより被害はなかったが、映像配信のシステム管理はグループ企業のプライベートクラウド上で運用されていたことから過去のタイムシフト映像などが使用できない可能性があるという。また、ニコニコ生放送・ニコニコチャンネルを利用した公式生放送・チャンネル生放送について、番組制作には準備期間が必要であることや月額課金サービスであることを理由に同年7月末まで配信を中止すると発表した（番組によっては延期、あるいは別の配信プラットフォームに変更する対応が引き続きなされた）。これらに伴い、サービス停止期間中である同年6月・7月のニコニコプレミアム会員およびニコニコチャンネル有料会員（ニコニコチャンネルプラス含む）の月額会員料、運営者への収益分配、クリエイター奨励金の分配を後日補償すると発表した。また、停止期間中に2006年のサービス最初期と同じ動画視聴やコメントといった基本的な機能のみを備えた動画コミュニティサイトとして「ニコニコ動画（Re:仮）」（読み方：りかり）を新バージョンとして同年6月14日にサービスリリースした（決められたテーマに沿った動画〈リリース当初は2007年に投稿された人気動画〉を中心に定期的にラインナップを更新する形で提供するが、サービス最初期とは異なりアカウントなしでも利用可能）。「ニコニコ動画（Re:仮）」は、開発チームが自ら提案し3日間で開発されたという。同年6月19日には「ニコニコ生放送（Re:仮）」をリリース、視聴とコメント投稿（およびコメント一覧）のみの機能が提供されており、同年8月5日のサービス再開まで復旧の見守り放送や過去の公式番組を配信していた。なお、ニコニコ漫画についても、影響を受けなかったシステムが多く確認され、漫画の閲覧やコメント、お気に入りへの追加といった基本的な機能が利用可能な、機能を縮小したバージョンでのサービス再開を検討し、同年6月25日および27日に実施された。
ニコニコサービス復旧作業の進め方は、以下の4段階で行う考えを示した。
1. クリーンな環境の構築、状況の把握、データの救出
2. データの確認・復旧作業の計画、欠損したデータや構築情報、ソースコードの復旧
3. サービスの再構築
4. サービスの動作確認、連携テスト

2024年7月26日、ドワンゴはニコニコ各種サービスを同年8月5日から順次再開すると発表した。ただし、停止したサービスのうち、ニコニコミュニティについては復旧に必要なデータおよびシステム消失により、サービス再開を断念せざるを得ない状況に至ったことから再開しないと発表した。これに伴い、停止期間中に提供していた臨時サービス「ニコニコ動画（Re:仮）」をはじめとする仮設サイトは全て終了した。また、再構築したシステムではサイバー影響を受けた機器およびその可能性のある機器の利用停止や各種アカウントのリセット、社内ネットワーク通信のセキュリティ強化、管理ポリシーの見直しなどのセキュリティ対策を強化したと実施したと発表した。サービス再開後もそのシステムでは安定した運用を確保するため、サービス再開後も当面の間は必要に応じ緊急メンテナンスを行う場合があるという。なお、上述のサービス停止に伴う補償対応について、8月末まで延長した上で実施するとした。

### KADOKAWAグループ
- 出版事業における受注システムや製造・物流システムの機能停止
- 書籍の編集・制作、刊行業務の遅延、停止
- 社内システムの機能停止。及びそれに伴う取引先との決済遅延

KADOKAWA関連においても、サーバーへの不正アクセスによるシステム障害が発生し、直下で運営しているオフィシャルサイトや、一部の関連グループのサイト、通販サイト「エビテン」などの一部のページが開けなくなる不具合や、法人向けの書籍発注サービスを介した各書店への出版物の補充が滞る状態となっており、運営サービスの状況説明や、6月18日に開催の定時株主総会などの最低限の情報に限って提供を行っている。経理業務も影響を受けており、段階的な早期復旧を6月末までに行うことを発表している。
株価にも影響が発生し、システム障害発生後に東京証券取引所において、初の取引となった2024年6月10日のKADOKAWAの株価は前営業日（同月7日）の終値から4%近く下落した。その後も後述のKADOKAWAとドワンゴによる発表後の同月17日の取引、NewsPicksによる報道後の同月24日の取引、BlackSuitによる犯行声明確認直後の7月2日の取引においても、KADOKAWAの株価が下落。その結果、7月3日時点での株価下落率は2割超となった。
同月14日午後、ドワンゴおよびKADOKAWA両企業は企業サイト内にて、システム障害についてのそれぞれの影響や今後の対応および補填、質問などについて書面で掲載した他、YouTube内のニコニコ公式チャンネルにてKADOKAWA取締役・代表執行役社長兼CEOおよびドワンゴ代表取締役社長CEOの夏野剛、ドワンゴ取締役COO・ニコニコ代表の栗田穣崇、ニコニコサービス本部CTOの鈴木圭一がビデオメッセージの形でも説明を行った動画を公開した。同月8日、ニコニコでのサービスに不具合が生じたため、調査を行った結果ランサムウェアによるデータの暗号化を確認。また第三者によるサイバー攻撃も繰り返し行われていたためデータセンター内のサーバーのシャットダウンを行ったが、第三者による遠隔でのサーバー起動を図る行動が観測されたため、電源・通信ケーブルを物理的に抜線。同月9日、感染拡大を防止する目的で歌舞伎座オフィスを閉鎖後、警察への連絡と専門機関への打診を行った。ランサムウェアによる攻撃については、サイバー攻撃を行った第三者に次の行動を取らせないため、安全確認が終えるまで公表を差し控えていた。
同月22日、NewsPicksが『【極秘文書】ハッカーが要求する「身代金」の全容』という有料会員向けの記事を掲載し、これに対してKADOKAWAは記事の内容についてはコメントせず、記事を掲載したこと自体について犯罪者側を利する行為だとしてNewsPicksへ抗議、法的措置を検討することを発表した。
同月27日、ランサムウェアグループ「BlackSuit」からの犯行声明がダークウェブ上に公開されたことが判明した。BlackSuitは、「Royal」が改称した組織であるとされている。同月28日、前述の組織が公開した情報の中で、KADOKAWAが保有する一部の情報の漏洩が確認されたことを発表した。
同月27日、KADOKAWAグループは事業の復旧進捗に関しての現状報告を発表。出版事業への影響の最小化努力とMD事業の一部不具合を伴う平常回復が報告された一方、経理機能は予定よりも遅れて7月初旬をめどに復旧する見通しに伴い、有価証券報告書の提出期限延長を関東財務局に申請した。
7月2日、ネット上に新たな情報が流出していることを複数のセキュリティー専門家が確認した。KADOKAWAグループは主張内容について「信憑性は調査中で、検証には相応の時間を要する見込み」と説明している。
8月14日、KADOKAWAはこのサイバー攻撃に伴い、2025年3月期連結業績において、36億円の特別損失を計上することを発表。後にクリエーターへの補償やシステムの復旧費用などが想定より少なかったことから、24億円に修正した。

声明文

### 角川ドワンゴ学園
- 学習支援ソフト「N予備校」サービス一時停止
- N中等部・N高等学校・S高等学校の在校生・卒業生・保護者の個人情報の一部流出

角川ドワンゴ学園でも傘下の高等学校（N高等学校・S高等学校）にて利用している学習アプリ「N予備校」に障害が発生しているため、映像学習やレポート提出に影響が発生していることを明らかにしている。同月10日、N予備校アプリに関して、前述の学校在学生のみを対象に限定的に利用可能となった。

## 背景
シンクタンクの調査によると、日本のサイバーセキュリティの見直しが推奨されている。IT専門家が不足しており、国内企業の約9割がIT専門家を雇用していないことが示されている。

## イベントへの影響
- 2024年8月2日から5日にかけて開催予定だった、ドワンゴ主催のオンライン参加型イベント「The VOCALOID Collection 〜2024 Summer〜」（ボカコレ2024夏）の開催延期が発表された[48]。同年8月5日、開催中止が発表された[49]。
- 2024年9月13日から16日にかけて開催予定だった、「歌ってみた」シリーズの動画投稿祭イベント「歌コレ2024秋」についても開催延期が発表された[50]。上述の「ボカコレ2024夏」の延期によるものである[51]。

この他、ニコニコ生放送で配信予定だったライブイベントの配信中止や別の配信プラットフォームへの変更、ドワンゴチケットでのチケット販売の中止などを余儀なくされた。

## 復旧のタイムライン
- 2024年6月10日、角川ドワンゴ学園N予備校アプリがN/S高生徒限定で利用再開となる[46]。
- 2024年6月14日15時、ニコニコ動画が停止している間の応急措置として、「ニコニコ動画（Re:仮）」という動画視聴とコメント投稿に特化した仮設サイトを公開した[55]。仮設サイトに動画投稿機能はなく、過去にニコニコ動画に投稿された動画の中から一部を抜粋してランダムに表示している。最初は2007年に投稿された人気動画が表示され[56]、以降数日ごとに順次動画を入れ替えて表示している。
- 2024年6月19日18時、「ニコニコ動画（Re:仮）」に続いて、「ニコニコ生放送（Re:仮）」という仮設サイトを公開した。初期リリースでは単一のチャンネルで「サイバー攻撃からのニコニコ復旧を見守る場所」が配信されているのみであり、次週以降は順次チャンネルを増やしていくとしていたが[57]。
- 2024年6月25日、「ニコニコ漫画」スマートフォン向けWebサイトを再開。なお、ドメイン名（URL）はsp.seiga.nicovideo.jp/mangaからsp.manga.nicovideo.jpに変更された[58]、結果的に単一のチャンネルのみでサービスは終了した。
- 2024年6月27日、「ニコニコ漫画」アプリ（iOS / Android）を機能縮小版で再開[59]。同日、ボカコレアプリ（iOSのみ）を簡易機能版で再開[59]。
- 2024年6月28日12時、ニコニコチャンネルプラスのサービスの一部を再開。なお、会員登録・ログイン等の一部仕様の変更、サービス利用者への補償も行うとしている[60][61]。
  - 同日、ニコニコチャンネルプラスが利用しているファン運営サービス「sheeta」を使用した、ニコニコチャンネル避難所(sheeta-d03.com)が開設。
- 2024年7月3日、「ニコニコ動画（Re:仮）」をAndroidアプリでも提供開始[62]。
- 2024年7月4日、「ニコニコ生放送（Re:仮）」をアプリ（iOS / Android）でも提供開始[63]。
- 2024年7月5日、「ニコニコ動画（Re:仮）」をiOSアプリでも提供開始[64]。
- 2024年7月9日、ニコニコ大百科を仮復旧した[65]。データはサービス休止直前の6月7日以前のものが保持されており、記事や掲示板の表示、記事検索機能のみ利用可能となった[65]。
- 2024年7月10日、ニコニ・コモンズの仮設サイトとして、作品に多く使われている上位3万件強の人気素材を取り揃えた「ニコニ・コモンズ（Re:仮）」を公開した[66]。
- 2024年7月11日、ニコニコニュースを仮復旧した[67]。ニュース記事の表示と検索のみ利用可能となった[67]。
- 2024年7月12日、「【有料放送】ニコニコ生放送（Re:仮）」を公開した[68]。同日、ニコニコ動画の人気のタグをテーマにユーザー全員でチャットが可能なプラットフォームとして「ニコニコ広場（Re:仮）」を公開した（ニコニコサービス完全復旧まで提供）[69]。
- 2024年7月16日、ニコニコ実況が「ニコニコ実況（Re:仮）」として仮復旧した[70]。
- 2024年8月5日14時、ニコニコ漫画をPC版Webサイト上にて再開し、ドメイン名はmanga.nicovideo.jpに変更された[71]。同日15時、ニコニコ動画が「帰ってきたニコニコ」として再開[72]。ニコニコ生放送、ニコニコ大百科、ニコニコ静画、ニコニ・コモンズ、ニコニ立体、ニコニコQ、ニコニコアカウント、ニコニコプレミアム会員特典、クリエイター奨励プログラム、クリエイターサポートもそれぞれ新バージョンでサービス再開[73][74][75]。これらのうち、ニコニコ動画とニコニコ生放送はPC版Webサイト上のみで再開[73]。ニコニコ動画は動画の視聴・投稿・コメント投稿のみ、ニコニコ生放送は公式生放送の視聴・コメント投稿およびユーザー生放送の配信・視聴・コメント投稿のみ再開、ニコニコ大百科は全面再開[74]。なお、これらのサービス再開に伴い、「（Re:仮）」として提供していたサービスはいずれも終了した[73]。
- 2024年8月6日、ニコニコ生放送をiOSアプリでもサービス再開[76]。
- 2024年8月7日、ニコニコ漫画をiOSアプリにてログイン関連機能を再開[77]。同日、ニコニコ生放送をAndroidアプリでもサービス再開[78]。
- 2024年8月8日、ニコニコ漫画をAndroidアプリにてログイン関連機能を再開[79]。
- 2024年8月13日、ニコニコ生放送をスマートフォンブラウザでもサービス再開[80]。同日、ニコニコ動画をアプリ（iOS / Android）でもサービス再開[81][82]、ボカコレアプリ（iOS / Android）もサービス再開[83]。
- 2024年8月22日13時、ニコニコチャンネルをサービス再開[84]。それに伴い、dアニメストア ニコニコ支店を除き、Nアニメでの一部作品の有料配信を再開[85]。同日14時半、ニコニ貢献（ニコニ広告/ギフト）・チケットセンターをサービス再開[86]。
- 2024年8月30日17時、dアニメストア ニコニコ支店をサービス再開[87]。
- 2024年10月17日、Nintendo Switch「ニコニコ」をサービス再開[88]。
- 2024年10月29日、KADOKAWAグループポータルサイトを再開した[89]。
- 2024年12月12日、PS4™版ニコニコ生放送をサービス再開[90]。
- 2025年1月7日、Nアニメのサービス大半が復旧し、それまで縮小されていた一部作品の有料配信が再開[91]。
- 2025年2月7日、Nアニメのサービスが完全復旧し、全てのサービスが再開した[92]。

## 仮設サイト

### ニコニコ動画（Re:仮）
2024年6月16日から8月5日まで提供されていた。当初はニコニコサービス開始時のバージョンである「ニコニコ動画（仮）」と同様に、動画視聴とコメント機能だけで構成されていた。過去にニコニコ動画に投稿された、決められたテーマに沿った動画のみが視聴可能であった。テーマは一定期間で変更された。検索機能などは利用できず、トップページにランダムで表示される10本の動画から選んで視聴することが可能であった。アカウント機能はなく、投稿したコメントや再生数、NG設定は新バージョンへ引き継がれなかった。コマンドを用いてコメントの色やサイズを変更したりすることも従来通り可能であった。ニコニコ生放送の人気ゲーム「みんなでつりっくま」のプレイ画面も設けられていた。ただし、アクセス集中を避けるため、日本国内のみ利用可能であった。また、動画の最後には栗田によるボイス付き提供読みが挿入されていた。
サイバー攻撃から1年となった2025年6月8日、復刻版「ニコニコ動画（Re:仮）」として「ニコニコ動画（Re:仮）10連ガチャ」と「みんなでつりっくま」のプレイ画面が公開されることが発表された。期間は同年6月14日15時から同月27日15時までとなり、過去にニコニコ動画に投稿された動画の中から一部を抜粋してランダムに表示され、毎日15時に入れ替えて表示された。
サービス終了までのテーマの変遷は以下の通り（日付はいずれも2024年）。
| 開始日 | 終了日 | テーマ                                         |
| ------ | ------ | ---------------------------------------------- |
| 6/16   | 6/18   | 懐かしのあの動画（2007年に投稿された人気動画） |
| 6/18   | 6/21   | 2008年に投稿された人気動画                     |
| 6/21   | 6/24   | 2009年に投稿された人気動画                     |
| 6/24   | 6/27   | 2010年に投稿された人気動画                     |
| 6/27   | 7/1    | 2011年に投稿された人気動画                     |
| 7/1    | 7/4    | 2012年に投稿された人気動画                     |
| 7/4    | 7/8    | 2013年に投稿された人気動画                     |
| 7/8    | 7/11   | 2014年に投稿された人気動画                     |
| 7/11   | 7/15   | 2015年に投稿された人気動画                     |
| 7/15   | 7/18   | 『人類には早すぎる動画』のタグがついた人気動画 |
| 7/18   | 7/22   | 2016年に投稿された人気動画                     |
| 7/22   | 7/25   | 『才能の無駄遣い』のタグがついた人気動画       |
| 7/25   | 7/29   | 2017年に投稿された人気動画                     |
| 7/29   | 8/1    | 2018年に投稿された人気動画                     |
| 8/1    | 8/5    | 2019年に投稿された人気動画                     |

### ニコニコ生放送（Re:仮）
2024年6月19日から8月5日まで提供されていた。当初はメンテナンス開始後にYouTubeチャンネル「ニコニコニュース」にて配信されていた「サイバー攻撃からのニコニコ復旧を見守る場所」を常設していたが、その後は様々なジャンルから過去の公式番組を中心に配信していた。また、『月刊ニコニコインフォ』（栗田と百花繚乱がMCを務める公式生放送番組。通常はニコニコ生放送にて隔週火曜に配信）も配信されていた。
「ニコニコ動画（Re:仮）」と同様、アクセス集中を避けるため、日本国内のみ利用可能であった。

### ニコニコ広場（Re:仮）
2024年7月12日から8月5日まで提供されていた。元々は正式サービスとして2008年12月22日夕方からサービスが開始されたものであったが、2010年7月21日の「ニコプレーヤー4」リリースと同時にサービス終了となっていた。
「ニコニコ動画（Re:仮）」に公開されている対象タグがついた動画の視聴ページから広場に入場し、ユーザー同士でリアルタイムにチャットが可能であった。
ユーザー同士がプレイ可能なミニゲームが多数用意されていた。「だるまさんがころんだ」や「魚釣りゲーム」などのミニゲームが存在した。